# 1994-es labdarúgó-világbajnokság (A csoport)
Az 1994-es labdarúgó-világbajnokság A csoportjának mérkőzéseit június 18. és június 26. között játszották. A csoportban az Egyesült Államok, Svájc, Kolumbia és Románia szerepelt.
A csoportból Románia és Svájc jutott tovább az első két helyen, az egyik legjobb harmadik helyezettként Egyesült Államok is továbbjutott. A mérkőzéseken 17 gól esett.

## Tabella
| Hely. | Csapat               | M | Gy | D | V | G+ | G– | Gk | P | Továbbjutás                                |
| ----- | -------------------- | - | -- | - | - | -- | -- | -- | - | ------------------------------------------ |
| 1.    | Románia              | 3 | 2  | 0 | 1 | 5  | 5  | 0  | 6 | Továbbjutott az egyenes kieséses szakaszba |
| 2.    | Svájc                | 3 | 1  | 1 | 1 | 5  | 4  | +1 | 4 | Továbbjutott az egyenes kieséses szakaszba |
| 3.    | Egyesült Államok (R) | 3 | 1  | 1 | 1 | 3  | 3  | 0  | 4 | Továbbjutott az egyenes kieséses szakaszba |
| 4.    | Kolumbia             | 3 | 1  | 0 | 2 | 4  | 5  | −1 | 3 |                                            |

## Mérkőzések

### Egyesült Államok – Svájc
| 1994. június 18. 11:30 (17:30) |

| Egyesült Államok | 1–1               | Svájc     |
| ---------------- | ----------------- | --------- |
| Wynalda 45'      | (1–1) Jegyzőkönyv | Bregy 39' |

| Pontiac Silverdome, Pontiac Nézőszám: 73 425 Játékvezető: Francisco Lamolina (argentin) |

| Egyesült Államok | Svájc |

| KA                   | 1  | Tony Meola (csk) |     |     |
| SW                   | 17 | Marcelo Balboa   |     |     |
| JV                   | 4  | Cle Kooiman      |     |     |
| KV                   | 22 | Alexi Lalas      |     |     |
| BV                   | 20 | Paul Caligiuri   |     |     |
| JKP                  | 9  | Tab Ramos        |     |     |
| KKP                  | 16 | Mike Sorber      |     |     |
| KKP                  | 5  | Thomas Dooley    |     |     |
| BKP                  | 6  | John Harkes      | 89' |     |
| KCS                  | 8  | Earnie Stewart   |     | 81' |
| KCS                  | 11 | Eric Wynalda     |     | 58' |
| Cserék:              |    |                  |     |     |
| CS                   | 10 | Roy Wegerle      |     | 58' |
| CS                   | 13 | Cobi Jones       |     | 81' |
| Szövetségi kapitány: |    |                  |     |     |
| Bora Milutinović     |    |                  |     |     |

| KA                   | 1  | Marco Pascolo      |     |     |
| SW                   | 5  | Alain Geiger (csk) |     |     |
| JV                   | 2  | Marc Hottiger      |     |     |
| KV                   | 4  | Dominique Herr     | 26' |     |
| BV                   | 3  | Yvan Quentin       |     |     |
| KKP                  | 6  | Georges Bregy      |     |     |
| KKP                  | 10 | Ciriaco Sforza     |     | 77' |
| JSZ                  | 8  | Christophe Ohrel   |     |     |
| TKP                  | 16 | Thomas Bickel      |     | 72' |
| BSZ                  | 7  | Alain Sutter       |     |     |
| KCS                  | 11 | Stéphane Chapuisat |     |     |
| Cserék:              |    |                    |     |     |
| CS                   | 14 | Nestor Subiat      | 82' | 72' |
| KP                   | 21 | Thomas Wyss        |     | 77' |
| Szövetségi kapitány: |    |                    |     |     |
| Roy Hodgson          |    |                    |     |     |

| Asszisztensek: Ernesto Taibi (argentin) Venancio Zárate (paraguayi) Negyedik játékvezető: Ernesto Filippi (uruguayi) |

### Kolumbia – Románia
| 1994. június 18. 16:30 (1:30) |

| Kolumbia     | 1–3               | Románia                    |
| ------------ | ----------------- | -------------------------- |
| Valencia 43' | (1–2) Jegyzőkönyv | Răducioiu 15' 89' Hagi 34' |

| Rose Bowl, Pasadena Nézőszám: 91 856 Játékvezető: Dzsamál as-Saríf (szíriai) |

| Kolumbia | Románia |

| KA                   | 1  | Óscar Córdoba           |     |
| V                    | 2  | Andrés Escobar          |     |
| V                    | 4  | Luis Fernando Herrera   | 36' |
| KP                   | 6  | Gabriel Gómez           |     |
| KP                   | 10 | Carlos Valderrama (csk) | 53' |
| CS                   | 11 | Adolfo Valencia         |     |
| KP                   | 14 | Leonel Álvarez          | 70' |
| V                    | 15 | Luis Carlos Perea       |     |
| KP                   | 19 | Freddy Rincón           |     |
| V                    | 20 | Wilson Pérez            |     |
| CS                   | 21 | Faustino Asprilla       |     |
| Szövetségi kapitány: |    |                         |     |
| Francisco Maturana   |    |                         |     |

| KA                   | 12 | Bogdan Stelea       |     |     |
| V                    | 2  | Dan Petrescu        |     |     |
| V                    | 3  | Daniel Prodan       |     |     |
| V                    | 4  | Miodrag Belodedici  |     |     |
| KP                   | 5  | Ioan Lupescu        |     |     |
| KP                   | 6  | Gheorghe Popescu    |     |     |
| KP                   | 7  | Dorinel Munteanu    |     |     |
| CS                   | 9  | Florin Răducioiu    | 39' | 90' |
| KP                   | 10 | Gheorghe Hagi (csk) |     |     |
| KP                   | 11 | Ilie Dumitrescu     |     | 68' |
| V                    | 14 | Gheorghe Mihali     |     |     |
| Cserék:              |    |                     |     |     |
| V                    | 13 | Selymes Tibor       |     | 68' |
| V                    | 19 | Corneliu Papură     |     | 90' |
| Szövetségi kapitány: |    |                     |     |     |
| Anghel Iordănescu    |    |                     |     |     |

| Asszisztensek: Júszif al-Gattán (bahreini) Douglas Micael James (trinidad és tobagó-i) Negyedik játékvezető: Alberto Tejada Noriega (perui) |

### Románia – Svájc
| 1994. június 22. 16:00 (22:00) |

| Románia  | 1–4               | Svájc                                 |
| -------- | ----------------- | ------------------------------------- |
| Hagi 35' | (1–1) Jegyzőkönyv | Sutter 16' Chapuisat 52' Knup 65' 72' |

| Pontiac Silverdome, Pontiac Nézőszám: 61 428 Játékvezető: Nezsi Zsujni (tunéziai) |

| Románia | Svájc |

| KA                   | 12 | Bogdan Stelea       |     |     |
| V                    | 2  | Dan Petrescu        |     |     |
| V                    | 3  | Daniel Prodan       |     |     |
| V                    | 4  | Miodrag Belodedici  | 47' |     |
| KP                   | 5  | Ioan Lupescu        | 40' | 85' |
| KP                   | 6  | Gheorghe Popescu    |     |     |
| KP                   | 7  | Dorinel Munteanu    |     |     |
| CS                   | 9  | Florin Răducioiu    |     |     |
| KP                   | 10 | Gheorghe Hagi (csk) |     |     |
| KP                   | 11 | Ilie Dumitrescu     |     | 70' |
| V                    | 14 | Gheorghe Mihali     | 32' |     |
| Cserék:              |    |                     |     |     |
| KP                   | 15 | Basarab Panduru     |     | 85' |
| CS                   | 16 | Ion Vlădoiu         | 73′ | 70' |
| Szövetségi kapitány: |    |                     |     |     |
| Anghel Iordănescu    |    |                     |     |     |

| KA                   | 1  | Marco Pascolo      |  |     |
| V                    | 2  | Marc Hottiger      |  |     |
| V                    | 3  | Yvan Quentin       |  |     |
| V                    | 4  | Dominique Herr     |  |     |
| V                    | 5  | Alain Geiger (csk) |  |     |
| KP                   | 6  | Georges Bregy      |  |     |
| KP                   | 7  | Alain Sutter       |  | 71' |
| V                    | 8  | Christophe Ohrel   |  | 83' |
| CS                   | 9  | Adrian Knup        |  |     |
| KP                   | 10 | Ciriaco Sforza     |  |     |
| CS                   | 11 | Stéphane Chapuisat |  |     |
| Cserék:              |    |                    |  |     |
| KP                   | 16 | Thomas Bickel      |  | 71' |
| KP                   | 20 | Patrick Sylvestre  |  | 83' |
| Szövetségi kapitány: |    |                    |  |     |
| Roy Hodgson          |    |                    |  |     |

| Asszisztensek: Hassan Abdel-Magid (egyiptomi) Mohammad Fanáji (iráni) Negyedik játékvezető: Joël Quiniou (francia) |

### Egyesült Államok – Kolumbia
| 1994. június 22. 16:30 (1:30) |

| Egyesült Államok                | 2–1               | Kolumbia     |
| ------------------------------- | ----------------- | ------------ |
| Escobar 35' (öngól) Stewart 52' | (1–0) Jegyzőkönyv | Valencia 90' |

| Rose Bowl, Pasadena Nézőszám: 93 869 Játékvezető: Fabio Baldas (olasz) |

| Egyesült Államok | Kolumbia |

| KA                   | 1  | Tony Meola (csk) |     |     |
| V                    | 17 | Marcelo Balboa   |     |     |
| V                    | 20 | Paul Caligiuri   |     |     |
| V                    | 21 | Fernando Clavijo |     |     |
| V                    | 22 | Alexi Lalas      | 48' |     |
| KP                   | 5  | Thomas Dooley    |     |     |
| KP                   | 6  | John Harkes      |     |     |
| KP                   | 9  | Tab Ramos        |     |     |
| KP                   | 16 | Mike Sorber      |     |     |
| CS                   | 11 | Eric Wynalda     |     | 61' |
| CS                   | 8  | Earnie Stewart   |     | 66' |
| Cserék:              |    |                  |     |     |
| CS                   | 10 | Roy Wegerle      |     | 61' |
| KP                   | 13 | Cobi Jones       |     | 66' |
| Szövetségi kapitány: |    |                  |     |     |
| Bora Milutinović     |    |                  |     |     |

| KA                   | 1  | Óscar Córdoba           |     |     |
| V                    | 2  | Andrés Escobar          |     |     |
| V                    | 4  | Luis Fernando Herrera   |     |     |
| V                    | 5  | Hernán Gaviria          |     |     |
| CS                   | 7  | Antony de Ávila         | 24' | 45' |
| KP                   | 10 | Carlos Valderrama (csk) |     |     |
| KP                   | 14 | Leonel Álvarez          |     |     |
| V                    | 15 | Luis Carlos Perea       |     |     |
| KP                   | 19 | Freddy Rincón           |     |     |
| V                    | 20 | Wilson Pérez            |     |     |
| CS                   | 21 | Faustino Asprilla       |     | 45' |
| Cserék:              |    |                         |     |     |
| CS                   | 9  | Iván Valenciano         |     | 45' |
| CS                   | 11 | Adolfo Valencia         |     | 45' |
| Szövetségi kapitány: |    |                         |     |     |
| Francisco Maturana   |    |                         |     |     |

| Asszisztensek: Domenico Ramicone (olasz) El Jilali Rharib (marokkói) Negyedik játékvezető: Lim Kee Chong (mauritiusi) |

### Svájc – Kolumbia
| 1994. június 26. 13:00 (22:00) |

| Svájc | 0–2               | Kolumbia               |
| ----- | ----------------- | ---------------------- |
|       | (0–1) Jegyzőkönyv | Gaviria 44' Lozano 90' |

| Stanford Stadion, Palo Alto Nézőszám: 83 401 Játékvezető: Peter Mikkelsen (dán) |

| Svájc | Kolumbia |

| KA                   | 1  | Marco Pascolo      |     |     |
| V                    | 2  | Marc Hottiger      |     |     |
| V                    | 3  | Yvan Quentin       |     |     |
| V                    | 4  | Dominique Herr     |     |     |
| V                    | 5  | Alain Geiger (csk) |     |     |
| KP                   | 6  | Georges Bregy      | 85' |     |
| KP                   | 7  | Alain Sutter       |     | 82' |
| V                    | 8  | Christophe Ohrel   |     |     |
| CS                   | 9  | Adrian Knup        | 39' | 82' |
| KP                   | 10 | Ciriaco Sforza     |     |     |
| CS                   | 11 | Stéphane Chapuisat |     |     |
| Cserék:              |    |                    |     |     |
| CS                   | 14 | Nestor Subiat      |     | 82' |
| CS                   | 15 | Marco Grassi       |     | 82' |
| Szövetségi kapitány: |    |                    |     |     |
| Roy Hodgson          |    |                    |     |     |

| KA                   | 1  | Óscar Córdoba           |     |     |
| V                    | 2  | Andrés Escobar          |     |     |
| V                    | 3  | Alexis Mendoza          |     |     |
| V                    | 4  | Luis Fernando Herrera   |     |     |
| KP                   | 5  | Hernán Gaviria          | 58' | 79' |
| KP                   | 10 | Carlos Valderrama (csk) | 62' |     |
| CS                   | 11 | Adolfo Valencia         |     | 64' |
| KP                   | 14 | Leonel Álvarez          | 80' |     |
| KP                   | 19 | Freddy Rincón           |     |     |
| V                    | 20 | Wilson Pérez            |     |     |
| CS                   | 21 | Faustino Asprilla       |     |     |
| Cserék:              |    |                         |     |     |
| CS                   | 7  | Antony de Ávila         |     | 64' |
| KP                   | 8  | John Harold Lozano      |     | 79' |
| Szövetségi kapitány: |    |                         |     |     |
| Francisco Maturana   |    |                         |     |     |

| Asszisztensek: Carl Christensen (dán) Douglas Micael James (trinidad és tobagó-i) Negyedik játékvezető: Arturo Brizio Carter (mexikói) |

### Egyesült Államok – Románia
| 1994. június 26. 13:00 (22:00) |

| Egyesült Államok | 0–1               | Románia      |
| ---------------- | ----------------- | ------------ |
|                  | (0–1) Jegyzőkönyv | Petrescu 18' |

| Rose Bowl, Pasadena Nézőszám: 93 869 Játékvezető: Mario van der Ende (holland) |

| Egyesült Államok | Románia |

| KA                   | 1  | Tony Meola (csk) |     |     |
| V                    | 5  | Thomas Dooley    |     |     |
| KP                   | 6  | John Harkes      | 41' |     |
| CS                   | 8  | Earnie Stewart   |     |     |
| KP                   | 9  | Tab Ramos        |     | 64' |
| CS                   | 11 | Eric Wynalda     |     |     |
| KP                   | 16 | Mike Sorber      |     | 75' |
| V                    | 17 | Marcelo Balboa   |     |     |
| V                    | 20 | Paul Caligiuri   |     |     |
| V                    | 21 | Fernando Clavijo | 48' |     |
| V                    | 22 | Alexi Lalas      |     |     |
| Cserék:              |    |                  |     |     |
| CS                   | 10 | Roy Wegerle      |     | 75' |
| KP                   | 13 | Cobi Jones       |     | 64' |
| Szövetségi kapitány: |    |                  |     |     |
| Bora Milutinović     |    |                  |     |     |

| KA                   | 1  | Florin Prunea       |     |     |
| V                    | 2  | Dan Petrescu        | 73' |     |
| V                    | 3  | Daniel Prodan       |     |     |
| V                    | 4  | Miodrag Belodedici  |     | 89' |
| KP                   | 5  | Ioan Lupescu        |     |     |
| KP                   | 6  | Gheorghe Popescu    |     |     |
| KP                   | 7  | Dorinel Munteanu    |     |     |
| CS                   | 9  | Florin Răducioiu    | 62' | 84' |
| KP                   | 10 | Gheorghe Hagi (csk) |     |     |
| KP                   | 11 | Ilie Dumitrescu     |     |     |
| V                    | 13 | Selymes Tibor       |     |     |
| Cserék:              |    |                     |     |     |
| V                    | 14 | Gheorghe Mihali     |     | 89' |
| KP                   | 18 | Constantin Gâlcă    |     | 84' |
| Szövetségi kapitány: |    |                     |     |     |
| Anghel Iordănescu    |    |                     |     |     |

| Asszisztensek: Jan Dolstra (holland) Gordon Dunster (ausztrál) Negyedik játékvezető: Dzsamál as-Saríf (szíriai) |